# Dresslerella elvallensis
Dresslerella elvallensis är en orkidéart som beskrevs av Carlyle August Luer. Dresslerella elvallensis ingår i släktet Dresslerella och familjen orkidéer.
Artens utbredningsområde är Panamá. Inga underarter finns listade i Catalogue of Life.